# Flexible Fertigungszelle
Eine flexible Fertigungszelle (FFZ) ist eine Bearbeitungsmaschine, die auf Grundlage einer CNC-Steuerung Werkstücke positioniert, ihre Teil- oder Komplettbearbeitung übernimmt und bei Bedarf automatisch Werkzeuge wechselt. 
Sie besteht in der Regel aus drei Komponenten:
- einem Bearbeitungszentrum
- einem Materialflusssystem
- einem Informationssystem.

Charakteristisch ist ebenfalls, dass die Bearbeitung der Werkstücke an nur einer Maschine geschieht und dass die Werkstücke dank des Materialflusssystems vollautomatisiert vom Werkstückspeicher zur Maschine gelangen. 
Werden mehrere FFZ miteinander kombiniert, so spricht man auch von einem Flexiblen Fertigungssystem (FFS).